# Hohe Himmel
Hohe Himmel ist ein Studioalbum der deutschen Rockgruppe Karat aus dem Jahr 2025.

## Inhalt
Hohe Himmel erschien am 21. Februar 2025 – fast auf den Tag genau 50 Jahre nach dem ersten öffentlichen Auftritt der Band. Es ist das erste Album mit den neuen Bandmitgliedern Heiko Jung (Drums) und Daniel Bätge (Bass). 
Anders als die Vorgänger-Alben wurde Hohe Himmel wie in der Frühzeit der Band von den Musikern wieder gemeinsam live im Studio eingespielt. Auch bei den Sounds orientierte man sich stärker an den 70er- und 80er-Jahren, indem verstärkt alte Keyboards und Synthesizer integriert wurden. Als Co-Produzent trat erstmals seit 1987 wieder Helmar Federwoski in Erscheinung.
Hohe Himmel erschien in einer auf 7000 Exemplare limitierten Vinyl-Ausgabe mit einer CD als Beigabe. Eine separate CD erschien erstmals nicht. Als Single wurde am 25. Oktober 2024 Wir ausgekoppelt.

## Titelliste
1. Immer noch da (2:14)
2. Ausgeträumt (3:11)
3. Hohe Himmel (3:25)
4. All das schenk ich dir (3:49)
5. Nicht egal (3:15)
6. Schlafendes Herz (3:50)
7. Was soll der Geiz (2:58)
8. Vor ein paar Jahren (3:55)
9. Unbesiegbar (3:19)
10. Trau dich (3:19)
11. Winterschlaf (3:47)
12. Wir (3:26)
13. Der Mensch (3:51)